# Gnophos anthina
Gnophos anthina là một loài bướm đêm trong họ Geometridae.